# 莫特問題

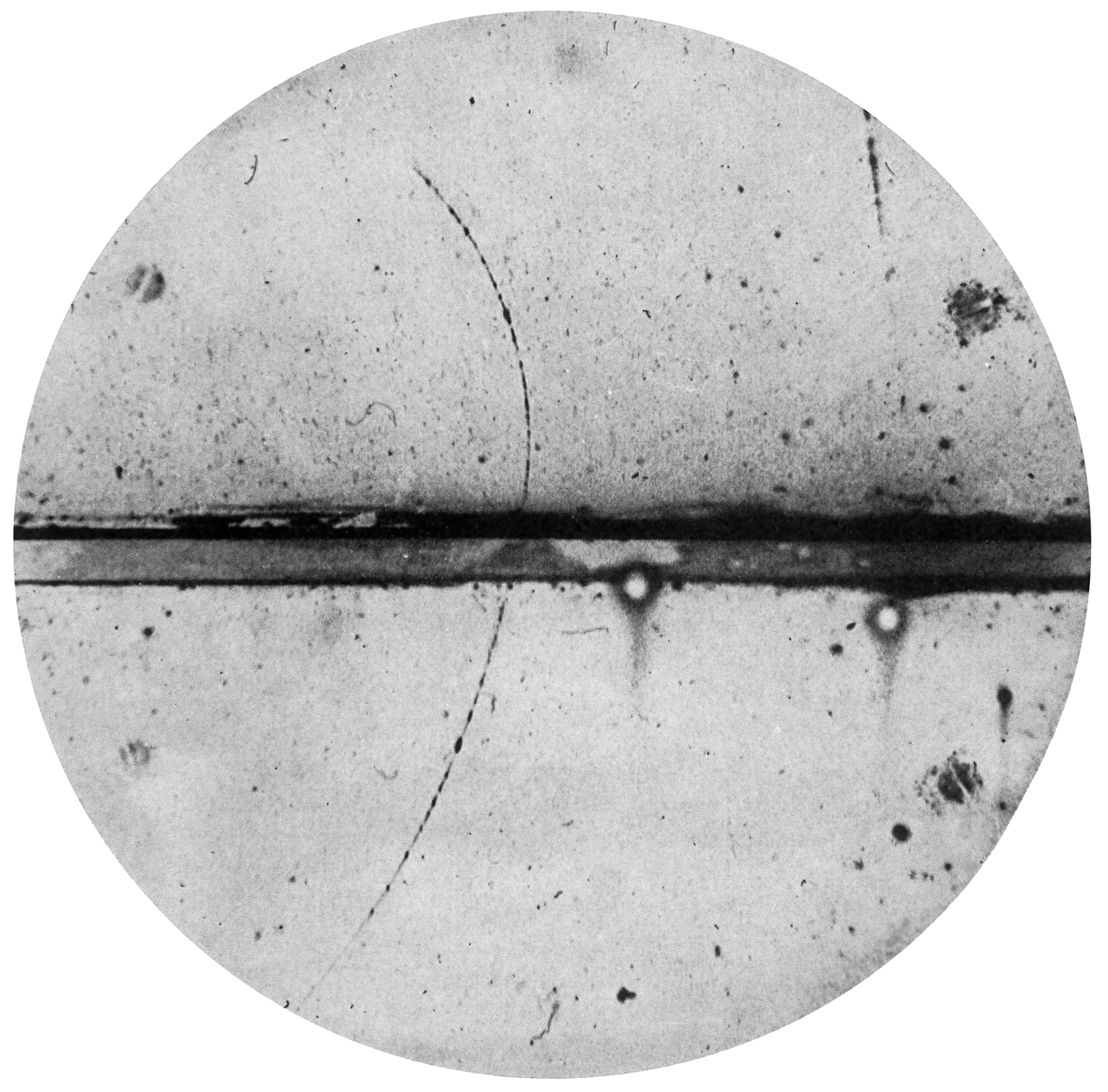
首張觀測到正電子存在的雲室照片，顯示出正電子的線形移動徑跡。

在量子力學裡，莫特問題（Mott problem）是一個弔詭，顯示出在研究波函數塌縮與量子測量時所遇到的困難。這問題最先由內維爾·莫特爵士與維爾納·海森堡於1929年表述為在雲室裡，球對稱性波函數塌縮為線形徑跡的弔詭。:119ff
實際而言，幾乎所有高能物理學實驗，例如那些在粒子碰撞器（particle collider）進行的實驗，涉及到的散射波函數都具有球對稱性。可是，粒子碰撞後的偵測結果，總是呈線形徑跡。這真是令人難以揣測，為什麼球對稱性波函數在實驗裏會展現為線形徑跡？然而，這是所有粒子碰撞實驗慣常得到的結果。
1953年，物理學者模里西斯·任寧格（Mauritius Renninger）給出一個相關的變版表述，知名為任寧格實驗（Renninger experiment）。在這表述裏，沒有偵測到粒子的事件也可以算為量子測量，換句話說，測量可以被完成，甚至在沒有偵測到任何粒子的狀況下。:27-31

## 莫特的分析

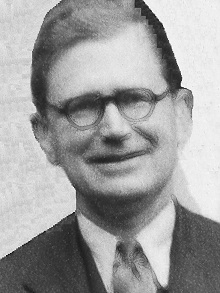
内维尔·莫特爵士(1952)

在莫特與海森堡的原本1929年表述裏，他們提到一個放射性原子核發生衰變，發射出一個α粒子，其波函數呈球對稱性；但是，在威爾遜雲室裡觀察到的這種衰變的結果永遠是直線徑跡（假設偏轉粒子徑跡的磁場為零）。直覺地思考，這種波函數應該隨機地將雲室內的原子離子化，然而實際並非如此。莫特給出理論證明，在位形空間裏，雲室的所有原子都在作用，雲室裏每一顆凝結珠發生在同樣直線附近的事件具有壓倒的可能性。唯一不確定的是，波函數會塌縮為哪一條直線徑跡；其機率分佈呈球對稱性。
莫特的分析令人聯想到理查·費曼發明的路徑積分表述方法，但是比它要早了二十年。思考被α粒子離子化的原子，通過計算它們的每一種可能位置組合，莫特證明，聯合機率分佈壓倒性地傾向於離子化路徑就是經典路徑的案例。

## 現代應用
現今，莫特問題偶而會出現於天文物理學或宇宙學的理論研究裏，當思考大爆炸的波函數演化或其它天文學現象之時。

## 參閱
- 自發對稱性破缺
- 伊利澤-威德曼炸彈測試問題

## 延伸阅读
- Nevill Mott, The wave mechanics of alpha-ray tracks[永久], Proceedings of the Royal Society (1929) A126, pp.79-84. (reprinted as Sec.I-6 of Quantum Theory and Measurement, J.A. Wheeler. and W.H. Zurek, (1983) Princeton).